# Phêrô Lưu Chấn Trung
Phêrô Lưu Chấn Trung (sinh năm 1951, chữ Hán phồn thể: 劉振忠, tiếng Anh: Peter Liu Cheng-chung) là một giám mục người Đài Loan của Giáo hội Công giáo Rôma. Ông hiện đảm trách chức vụ Giám mục Chánh tòa Giáo phận Cao Hùng, hàm Tổng giám mục. Ông cũng hiện là Phó Chủ tịch Hội đồng giám mục Đài Loan.
Ông là chủ tịch của Đại học Công giáo Phụ Nhân từ năm 2009.

## Tiểu sử
Giám mục Lưu Chấn Trung sinh ngày 12 tháng 4 năm 1951 tại Đài Loan. Sau khoảng thời gian dài tu tập thì ngày 13 tháng 4 năm 1980, Phó tế Lưu Chấn Trung đã đủ điều kiện phong chức linh mục và được truyền chức. Sau khi phục vụ trong cương vị chính là linh mục trong mười bốn năm, ngày 1 tháng 7 năm 1994, Tòa Thánh bổ nhiệm linh mục Phêrô Lưu Chấn Trung làm Giám mục Chánh tòa Giáo phận Gia Nghĩa. Lễ tấn phong cho vị Tân chức đã được tổ chức ngày 28 tháng 9 năm 1994. Chủ phong là Hồng y Jozef Tomko, Tổng trưởng Thánh bộ truyền giáo, phụ phong là Tổng giám mục Tổng giáo phận Đài Bắc Giuse Địch Cương và Tổng giám mục Dah dự Cao Hùng Phaolô Thiện Quốc Tỷ, S.J.. Tân giám mục chọn khẩu hiệu:Fidelis ac devotus. Sau khoảng thời gian làm Giám mục Chánh tòa Gia Nghĩa, ngày 5 tháng 7 năm 2004, Tòa Thánh bổ nhiệm Giám mục Trung sang làm Giám mục Phó Giáo phận Cao Hùng. Ông đảm nhận chức vụ này đến ngày 5 tháng 1 năm 2006, Hồng y Phaolô Thiện Quốc Tỷ, Giám mục Cao Hùng, về hưu, ông chính thức kế nhiệm làm Giám mục Cao Hùng từ đây.
Ngoài các chức vụ chính, ông hiện còn đảm nhận chức vụ Phó Chủ tịch Hội đồng Giám mục Đài Loan từ ngày 28 tháng 3 năm 2008 đến nay. Ngày 21 tháng 11 năm 2009, ông được giáo hoàng Biển Đức phong hàm Tổng giám mục (Archbishop ad Personam).